# Episodi di Liv e Maddie (prima stagione)
La prima stagione della serie televisiva Liv e Maddie è stata trasmessa con il primo episodio in anteprima assoluta negli Stati Uniti dal canale pay Disney Channel dal 19 luglio 2013 insieme alla prima TV del nuovo film Disney per la televisione, Teen Beach Movie. I restanti episodi sono iniziati dal 15 settembre dello stesso anno.
In Italia la stagione è stata trasmessa su Disney Channel dal 21 dicembre 2013 con il primo episodio e la prima TV di Austin & Jessie & Ally: Tutti insieme per Capodanno!. I restanti episodi sono cominciati dal 24 gennaio 2014.
| nº | Titolo originale        | Titolo italiano               | Prima TV USA      | Prima TV Italia  |
| -- | ----------------------- | ----------------------------- | ----------------- | ---------------- |
| 1  | Twin-a-Rooney           | Le fantastiche gemelle Rooney | 19 luglio 2013    | 21 dicembre 2013 |
| 2  | Team-a-Rooney           | Spirito di squadra            | 15 settembre 2013 | 24 gennaio 2014  |
| 3  | Sleep-a-Rooney          | Pigiama party dai Rooney      | 22 settembre 2013 | 31 gennaio 2014  |
| 4  | Steal-a-Rooney          | Un'amica pericolosa           | 29 settembre 2013 | 7 febbraio 2014  |
| 5  | Kang-a-Rooney           | Viva Halloween!               | 6 ottobre 2013    | 28 febbraio 2014 |
| 6  | Skate-a-Rooney          | I Rooney e lo skateboard      | 13 ottobre 2013   | 14 febbraio 2014 |
| 7  | Dodge-a-Rooney          | Rooney contro Rooney          | 3 novembre 2013   | 21 febbraio 2014 |
| 8  | Brain-a-Rooney          | Le olimpiadi delle menti      | 10 novembre 2013  | 7 marzo 2014     |
| 9  | Sweet 16-a-Rooney       | Dolci 16 anni                 | 24 novembre 2013  | 14 marzo 2014    |
| 10 | Fa-La-La-a-Rooney       | L'accensione dell'albero      | 1º dicembre 2013  | 12 dicembre 2014 |
| 11 | Switch-a-Rooney         | Scambio di Rooney             | 17 gennaio 2014   | 21 marzo 2014    |
| 12 | Dump-a-Rooney           | Joey e il personal trainer    | 26 gennaio 2014   | 28 marzo 2014    |
| 13 | Move-a-Rooney           | I tarli in casa Rooney        | 9 febbraio 2014   | 4 aprile 2014    |
| 14 | Slump-a-Rooney          | Rooney in difficoltà          | 9 marzo 2014      | 11 aprile 2014   |
| 15 | Moms-a-Rooney           | Di mamma non ce n'è una sola  | 16 marzo 2014     | 25 aprile 2014   |
| 16 | Shoe-a-Rooney           | Tacchi a spillo               | 6 aprile 2014     | 6 ottobre 2014   |
| 17 | Howl-a-Rooney           | L'ululato di Rooney           | 13 aprile 2014    | 7 ottobre 2014   |
| 18 | Flashback-a-Rooney      | Tutto cominciò così           | 4 maggio 2014     | 8 ottobre 2014   |
| 19 | BFF-a-Rooney            | Un attacco di gelosia         | 22 giugno 2014    | 9 ottobre 2014   |
| 20 | Song-a-Rooney           | La canzone di Liv             | 29 giugno 2014    | 10 ottobre 2014  |
| 21 | Space-Werewolf-a-Rooney | Ciak, si gira!                | 27 luglio 2014    | 9 gennaio 2015   |

## Le fantastiche gemelle Rooney
- Titolo originale: Twin-a-Rooney
- Diretto da: Andy Fickman
- Scritto da: John D. Beck & Ron Hart

### Trama
Liv è tornata dopo il successo di Hollywood e pensa di dover intervenire nella goffa vita della gemella Maddie. L'occasione è un invito al ballo da parte di Diggie, che Liv vuole favorire prendendo il posto della sorella. Intanto Joey e Parker approfittano della distrazione dei genitori per trasformare la loro camera in una sala giochi con bar.
- Guest stars: Ryan McCartan (Diggie)

## Spirito di squadra
- Titolo originale: Team-a-Rooney
- Diretto da: Andy Fickman
- Scritto da: John D. Beck & Ron Hart

### Trama
Maddie è il nuovo capitano della squadra di basket ma non sembra avere grande ascendente sulle compagne: Liv la aiuterà a far valere la sua leadership con dei trucchi imparati a Hollywood. Parker ha perso le mascotte della classe: una famiglia di tarantole che girano per casa durante il ritiro della squadra di basket della sorella.
- Guest stars: Jessica Marie Garcia (Willow), Bridgette Shergalis (Stains), Amanda Misquez (Cassie)

## Pigiama party dai Rooney
- Titolo originale: Sleep-a-Rooney
- Diretto da: Andy Fickman
- Storia di: John Peaslee

### Trama
È venerdi sera e Joey accetta di uscire con il padre pur di sfuggire alle attenzioni di Willow. Intanto a casa, Parker ha organizzato un pigiama party con i compagni del karate. Nella speranza di riallacciare un rapporto col fratellino, dopo la lunga assenza, Liv si offre di intrattenere i ragazzini. Nonostante le prime difficoltà, la festa si rivelerà un vero successo.
- Guest stars: Carter Hastings (Evan), Zack Ward (Mike).

## Un'amica pericolosa
- Titolo originale: Steal-a-Rooney
- Diretto da: Andy Fickman
- Scritto da: John D. Beck & Ron Hart

### Trama
Maddie pilota un'amicizia disinteressata per la gemella, una ragazza che non ha la Tv in casa e quindi non è attratta dalla fama di Liv. Ma lei se ne accorge e per ripicca sceglie di frequentare la meno raccomandabile della scuola. Ovviamente Liv finisce in castigo  
- Guest stars: Samm Levine (Chambers), Anne Winters (Kylie), Cozi Zuehlsdorff (Ocean), Claudia Choi (Donna al chiosco), Darlene Kardon (Eleanor)

## Viva Halloween!
- Titolo originale: Kang-a-Rooney
- Diretto da: Andy Fickman
- Scritto da: David Monahan

### Trama
Halloween è alle porte, Maddie e Diggie, vorrebbero partecipare al premio per la miglior “Maschera di Coppia”, ma per un equivoco verranno esclusi dalla gara. Joey, deciso a conquistare una nuova compagna, finisce col corteggiare una irriconoscibile Liv in costume da canguro. Karen riesce a convincere Pete a liberarsi di un clown-zucca che la terrorizza.
- Guest stars: Gabrielle Elyse (Skyler), Cozi Zuehlsdorff (Ocean), Ryan McCartan (Diggie).

## I Rooney e lo skateboard
- Titolo originale: Skate-a-Rooney
- Diretto da: Andy Fickman
- Scritto da: John D. Beck & Ron Hart

### Trama
Miller, il fidanzato 'a distanza' di Liv, è in città per partecipare a una gara di skateboard ma, poco dopo aver incontrato la ragazza, la lascia inviandole un messaggio sul cellulare. Quando scopre che Liv è uno dei giudici della gara, tenta di correre ai ripari...
- Guest star: Connor Weil (Miller White), Allen Alvarado (Skippy Ramirez), Kurt Long (Johnny Nimbus).

## Rooney contro Rooney
- Titolo originale: Dodge-a-Rooney
- Diretto da: Andy Fickman
- Scritto da: Heather MacGillvray, Linda Mathious

### Trama
Maddie fa volontariato in un Centro Anziani, dove dà lezioni di ginnastica a un gruppo di ultraottantenni, ma non sopporta l'idea che Liv voglia fare volontariato nelle stessa struttura. Joey e Skippy devono proteggere la mascotte della scuola da un probabile tentativo di furto.
- Guest star: Dennis Cockrum (Baxter Fontanel), Jill Basey (Janet Budge), Carol Mack (Ugola d'oro #1), Trina Parks (Ugola d'oro #2)

## Le olimpiadi delle menti
- Titolo originale: Brain-a-Rooney
- Diretto da: Andy Fickman
- Scritto da: Linda Mathious & Heather MacGillvray

### Trama
Joey deve accettare Liv nella sua squadra per le “Olimpiadi delle Menti”, nonostante la ritenga poco intelligente ma poi si dovrà ricredere. Maddie, intanto, organizza una vendita in giardino di oggetti usati per mettere insieme i soldi per andare con la scuola a Montreal. Karen la boicotta per salvare gli oggetti-ricordo
- Guest stars: Jimmy Bellinger (Artie), Kurt Long (Johnny Nimbus), Jessica Marie Garcia (Willow).
- Nota: in questo episodio è assente Parker Rooney. È l'unico episodio in cui è assente Parker Rooney.

## Dolci 16 anni
- Titolo originale: Sweet 16-a-Rooney
- Diretto da: Andy Fickman
- Scritto da: Sylvia Green

### Trama
Liv e Maddie devono organizzare una festa per i loro 16 anni. Ma dopo aver scoperto che non sono nate lo stesso giorno, Maddie si infuria e decide quindi di organizzare una festa tutta sua, pensando che la sorella stesse organizzando una sua. Alla fine si scoprirà che Liv ha rinunciato alla sua festa per organizzare quella di Maddie. 
- Guest stars: Ronald Lawrence (Sceriffo Tim), Daniel Browning Smith (Contorsionista), Jessica Marie Garcia (Willow), Bridgette Shergalis (Stains), Ryan McCartan (Diggie).

## L'accensione dell'albero
- Titolo originale: Fa-La-La-a-Rooney
- Diretto da: Andy Fickman
- Storia di: Sylvia Green

### Trama
È la settimana di Natale e tutta la famiglia Rooney è impegnata nell'organizzazione della festa dell'Accensione dell'Albero che si terrà il 24 dicembre nel Parco cittadino. Ma tutto non andrà per il verso giusto... Intanto Parker aiuta Joey a distribuire i regali ai bambini nella speranza di comprare un nuovo giocattolo.
- Guest stars: Ella Anderson (Jenny Keene), Kurt Long (Johnny Nimbus)
- Nota: Quest'episodio è stato trasmesso per sbaglio il 3 agosto, poi il 12 dicembre con il promo e la scritta "nuovo episodio".

## Scambio di Rooney
- Titolo originale: Switch-a-Rooney
- Diretto da: Andy Fickman
- Scritto da: Danielle Hoover & David Monohan

### Trama
Liv spera di ottenere la parte della protagonista nel film Lupi Mannari dello Spazio, ma deve dimostrare ai fanboy di conoscere a fondo la storia. Liv però non sa niente in materia e chiede aiuto all'esperta Maddie che ha un problema: è stata bocciata all'esame della patente e deve ripeterlo. Le gemelle decidono, così, di scambiarsi i ruoli.
- Guest stars: Ryan McCartan (Diggie), Jimmy Bellinger (Artie).

## Joey e il Personal Trainer
- Titolo originale: Dump-a-Rooney
- Diretto da: Andy Fickman
- Scritto da: John D. Beck & Ron Hart

### Trama
Maddie e Pete si stanno allenando per un torneo “due contro due” che Maddie vuole assolutamente vincere, ma Pete è un po' arrugginito. La ragazza decide di sostituirlo con Bernard, il nuovo personal trainer di Joey. Bernard, però, non risponde alle aspettative di Maddie, che torna sui suoi passi e prova a recuperare suo padre.
- Guest stars: Dwight Howard (Bernard), Ryan McCartan (Diggie).

## I tarli in casa Rooney
- Titolo originale: Move-a-Rooney
- Diretto da: Andy Fickman
- Scritto da: Ernie Bustamine

### Trama
I Rooney sono infestati dai tarli del legno e, perché la casa venga disinfestata, devono trasferirsi per pochi giorni a Madison, una città vicina. I genitori decidono di non dirlo ai ragazzi, ma per sbaglio la mamma videotelefona a Liv, che con i fratelli fraintende e pensa che si debbano trasferire definitivamente. Abbattuti, i ragazzi cercano di lasciare un segno: Joey fa una gara con Artie, Parker scava delle gallerie fra le mura di casa e Maddie confessa a Diggie il suo amore, scoprendo di essere ricambiata.
- Guest star: Ryan McCartan (Diggie), Jimmy Bellinger (Artie).

## Rooney in difficoltà
- Titolo originale: Slump-a-Rooney
- Diretto da: Andy Fickman
- Scritto da: John Peaslee

### Trama
Maddie vorrebbe partecipare ai Campionati Studenteschi di softball con Willow, ma la ragazza non è concentrata perché è troppo innamorata di Joey. Per distrarla Maddie le scrive un biglietto, fingendosi un suo ammiratore segreto, Liv, invece, per avere la parte in un film, si prova un costume da lupo mannaro, ma, poi, non riesce più a togliersi le orecchie e le zanne. Intanto Parker aiuta Evan ad ottenere la cintura nera al corso di karate.
- Guest star: Elaine Kao (Sensei Rae Alba), Jessica Marie Garcia (Willow), Carter Hastings (Evan), Kurt Long (Johnny Nimbus)

## Di mamma non ce n'è una sola
- Titolo originale: Moms-a-Rooney
- Diretto da: Andy Fickman
- Scritto da: Jenny Keene

### Trama
Tutti gli anni Karen e Maddie partecipano a una gara riservata alle coppie madre-figlia: devono passare un weekend vivendo come ai tempi dei pionieri. Gelosa, Liv chiama l'attrice che nel suo show interpretava la parte di sua madre, e si iscrive alla competizione. Joey e Parker, nel frattempo, organizzano una visita guidata di casa Rooney, per la gioia delle fan di Liv. 
- Guest star: Jimmy Bellinger (Artie), Molly Hagan (Mrs. Wakefield), Dorie Barton (Bree)

## Tacchi a spillo
- Titolo originale: Shoe-a-Rooney
- Diretto da: Andy Fickman
- Scritto da: William Luke Schreiber

### Trama
Nel tentativo di aiutare Maddie a far emergere il suo lato trendy, Liv le dà un paio dei più comodi tacchi alti mai realizzati. Maddie però, ne rimane troppo ossessionata a tal punto da non partecipare alla partita di basket. Sarà Liv, con l'aiuto dei suoi amici, a far ragionare la sorella.
- Guest star: Ryan McCartan (Diggie), Carter Hastings (Evan), Jessica Marie Garcia (Willow), Bridget Shergalis (Stains)

## L'ululato di Rooney
- Titolo originale: Howl-a-Rooney
- Diretto da: Andy Fickman
- Scritto da: Danielle Hoover, David Monahan

### Trama
Liv ha bisogno d'aiuto: per poter interpretare il ruolo di Tristan Lycanth nel film Lupi Mannari dello Spazio chiede aiuto a una ragazza lupo, Zanna. Alla fine Liv, con l'aiuto di Zanna, riuscirà ad imparare tutto sui lupi e riesce ad ottenere la parte grazie all'ululato. Nel frattempo, Diggie e Joey hanno delle lezioni di break-dance. Maddie però è gelosa che Diggie passa molto tempo insieme a Joey, e decide di mostrare al ragazzo come se la cava nella danza.
- Guest star: Laura Marano (Zanna), Kel Mitchell (Q-Pop), Ryan McCartan (Diggie), Fahim Anwar (Direttore), David J. Wurmlinger (postino)

## Tutto cominciò così
- Titolo originale: Flashback-a-Rooney
- Diretto da: Andy Fickman
- Scritto da: Sylvia Green

### Trama
Maddie attende con ansia l'arrivo della lettera d'ammissione alle selezioni per le Olimpiadi Giovanili di Basket, ma Liv non vuole che la sorella parta e quando arriva la lettera, decide di nasconderla. Parker e Diggie invece, cercano di scoprire il segreto di Joey.
- Guest star: Abby Chapman (Maddie da piccola), Tate Chapman (Liv da piccola), Timothy Granaderos (Postino).

## Un attacco di gelosia
- Titolo originale: BFF-a-Rooney
- Diretto da: Andy Fickman
- Scritto da: Kali Rocha & Johnathan McClain

### Trama
Maddie vuole tenere segreta la sua relazione con Diggie, ma l'arrivo di South , una amica di Liv conosciuta ad Hollywood, scatena la sua gelosia e la costringe ad uscire allo scoperto. Intanto, a una riunione di ex-compagni di classe, Karen si scopre anche lei gelosa della bellissima ex-fidanzata di Pete.
- Guest star: Ryan McCartan (Diggie), Jimmy Bellinger (Artie), Raquel Castro (South Salamanca), Jenny Phagan (Amy Smalls)

## La canzone di Liv
- Titolo originale: Song-a-Rooney
- Diretto da: Andy Fickman
- Scritto da: Linda Mathious, Heather MacGillvray, Sylvia Green

### Trama
Liv assume una nuova manager che vorrebbe trasformarla nell'ultima regina del pop, sognante e zuccherosa. Ma Liv vuole che la sua musica venga presa sul serio e così, quando scopre che Maddie ha scritto una poesia sull'affetto che la lega alla gemella, a sua insaputa, la mette in musica. Intanto, mentre Pete, con l'aiuto di Parker, scrive delle poesie da regalare alla moglie, Maddie inizia il suo nuovo lavoro alla yogurteria della città per stare insieme a Diggie.
- Guest star: Ryan McCartan (Diggie), Bridget Shergalis (Stains).

## Ciak, si gira!
- Titolo originale: Space-Werewolf-a-Rooney
- Diretto da: Andy Fickman
- Scritto da: John D. Beck & Ron Hart

### Trama
Le gemelle devono aiutarsi per superare un momento difficile: Liv ha infatti rinunciato alla controfigura anche per le scene più pericolose in Lupi Mannari dello Spazio, mentre Maddie si è rotta i legamenti del ginocchio. Alla fine le gemelle supereranno le proprie paure.
- Guest star: Garry Marshall (Vic Defazerelli), Mimi Drew (Whitney)